# 민다우가스

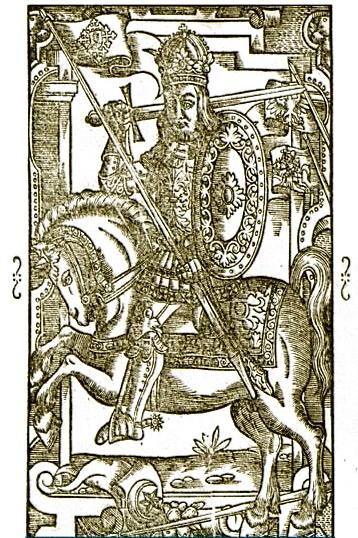
민다우가스

민다우가스(독일어: Myndowen, 라틴어: Mindowe, 고대 동슬라브어: Мендог, 벨라루스어: Міндоўг, 1203년 경 ~ 1263년 8월)는 초대 리투아니아 대공(1236년 ~ 1251년)이었으며 리투아니아 왕국의 왕(1251년 ~ 1263년)이었다. 출생과 성장 등은 잘 알려진 바 없다.